# Świątynia Cezara
Świątynia Cezara, właściwie Świątynia Boskiego Juliusza (łac. Aedes Divus Iulius, Templum Divi Iulii) – świątynia poświęcona, uznanemu za boga przez Senat rzymski, Juliuszowi Cezarowi. Świątynia zlokalizowana była na Forum Romanum pomiędzy Regią, Świątynią Kastorów i Bazyliką Emiliańską.

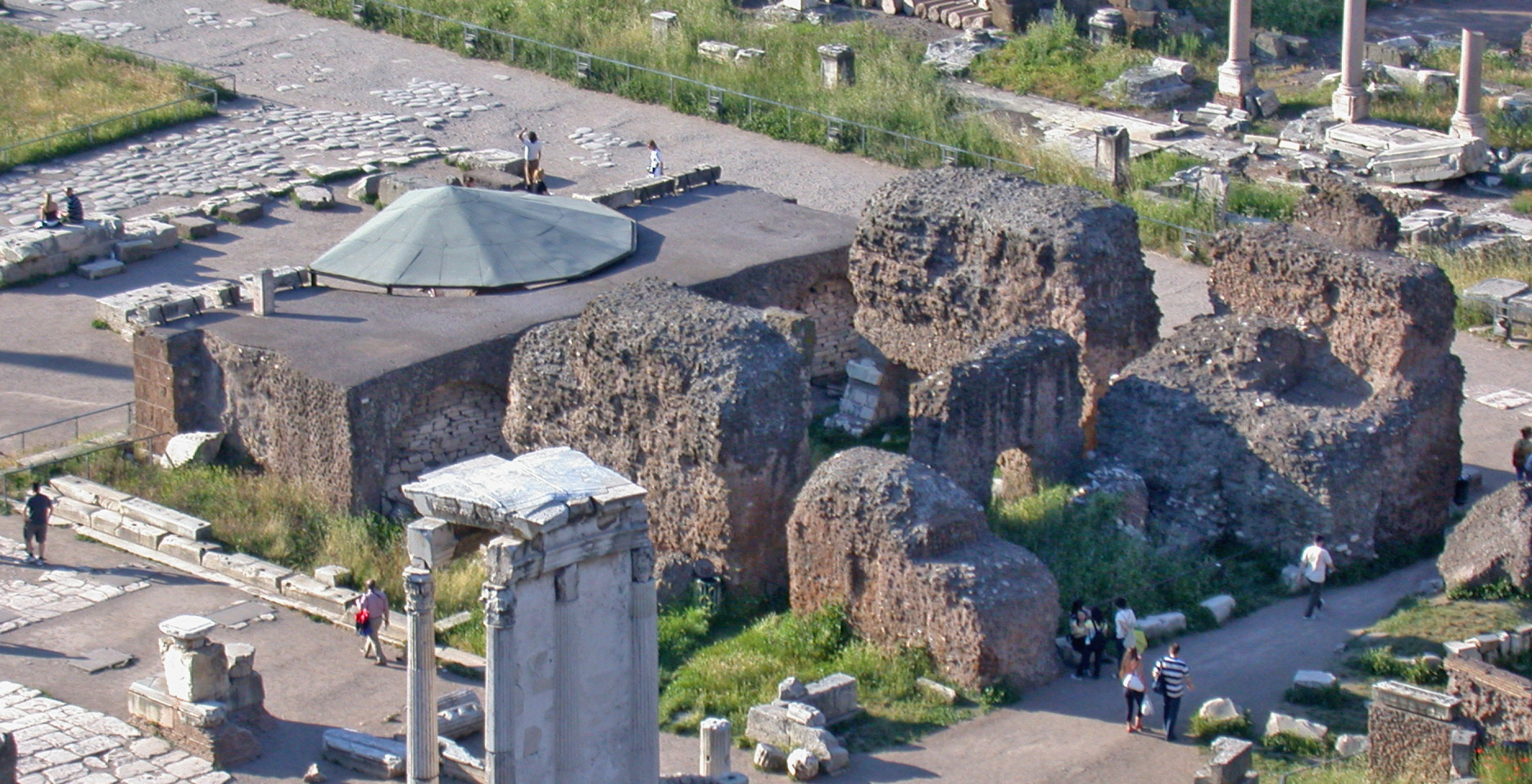
Widok na pozostałości świątyni z Palatynu

Budowa została rozpoczęta w roku 42 p.n.e. przez Oktawiana Augusta. Poświęcenie świątyni odbyło się 18 sierpnia 29 p.n.e. To była pierwsza deifikacja władcy w dziejach Rzymu.
Budynek mocno ucierpiał przez wieki. Zachowały się tylko podium i fragmenty architektonicznych dekoracji. Przed świątynią w półkolu stał ołtarz, na którym skremowano Cezara.